# 검은 형제들
검은 형제들(독일어: Die schwarzen Brüder)은 독일의 작가 리자 테츠너가 쓴 이야기이다.

## 줄거리 소개
이 책은 1941년에 출판되었으며, 스위스 티치노 주 소노그노의 소년 조르지오의 사실을 근거로 한 이야기를 전한다. 역사의 연대기에서 저자는 약 30개의 굴뚝 청소부 소년을 물에 빠뜨리는 페리 재해에 대해 읽었다. 소년들은 19세기 중반에 빈민층을 위해 밀라노로 팔려갔다.
이 소설은 리자 테츠너가 처음으로 썼고, 남편 커트 헬트가 완성했다. 헬트는 나중에 소설 우스콕스 성의 번외자를 출판했다.

## 줄거리
조르지오는 작은 티치노 산 마을 소노그노에서 자랐다. 그의 부모는 가난한 산골 농민이었다. 어느날 어머니가 다리를 다쳤고, 조르지오는 밀라노에서 굴뚝 청소부로 팔려갔다. 가족은 어머니의 치료비를 지불할 돈이 없었기 때문이다. 안토니오 루이니는 20개의 스위스 프랑의 합계를 위해 그를 사서 밀라노에 데려오기 위하여 다른 사람을 불러들였다. 밀라노를 여행하는 동안 조르지오는 메솔치나 계곡의 한 마을에서 온 알프레도를 만났다. 보트가 전복되어 많은 소년이 물에 빠졌고, 소수만이 호숫가로 이동하여 루이니가 건져서 밀라노로 데려갔다.
조르지오는 비정한 아내의 영향을 받은 밀라노의 굴뚝 청소 회사인 로시에게 팔렸다. 조르지오는 아들 안젤모에게 굴욕감을 느끼고 간신히 식사를 했다. 로시의 아픈딸인 니콜레타는 그에게 음식을 나누고 어머니를 진정시키는데 많은 도움을 주었다.